# 武汉中学
武漢中學（前身為私立武汉中学），簡稱武中，是中國湖北省武漢市的一所重點中學。
武漢中學由中共元老董必武于1920年在当时的武昌城创办，時為國共合作期間產生的教育環境；1965年在原校址上重建武汉中学，1985年該校被确立为省级重点中学。